# Karl Bartholomaeus Heller
Pour les articles homonymes, voir Heller.
Karl Bartholomaeus Heller, né le 20 novembre 1824 à Myslibořice (Moravie) et mort le 14 décembre 1880 à Vienne, est un explorateur, botaniste et naturaliste autrichien. 

## Biographie
Karl Bartholomaeus Heller est le fil du directeur de la Société horticole viennoise.
Il manifesté très tôt un intérêt pour les sciences naturelles. Dans les années 1845 à 1848, il voyage au Mexique au nom de la Société d'horticulture et envoie à Vienne un total de 50 cartons contenant des objets botaniques et zoologiques. Les descriptions de Heller des régions jusqu'alors peu connues du Tabasco et du Chiapas sont considérées comme particulièrement précieuses.
Après avoir travaillé temporairement sans rémunération au cabinet d'histoire naturelle viennois, il est nommé au Gymnasium de Graz en 1851 comme professeur suppléant d'histoire naturelle. En 1853, il est nommé professeur puis enseigne de 1856 à 1858 au Gymnasium d'Olmütz et de 1858 à 1880 au Theresianum de Vienne. En 1854, il est élu membre de la Leopoldina.
Il meurt le 14 décembre 1880 à l'âge de 56 ans à Vienne. Il est le père de Karl Maria Heller.

## Publications
- 1853 : Reisen in Mexico in den Jahren 1845–48
  - en anglais : Alone in Mexico, 1845-1848, The University of Alabama Press, 2007.
- 1856 : Das dioptrische Mikroskop
- 1858 : Kleiner zootomischer Atlas
- 1869 : Darwin und der Darwinismus
- 1871 : Leitfaden der Naturgeschichte

## Hommage
L'espèce de poisson Xyphophorus hellerii porte son nom.